# 麦西尼亚战争
麦西尼亚战争 （英語：Messenian Wars）， 前8世纪和前7世纪希腊斯巴达与麦西尼亚之间的冲突。据史书记载：第一次（公元前735年—公元前715年）斯巴达占领此地；由于原住民反抗而爆发了第二次战争（公元前660年），最终斯巴达胜利。但直至公元前600年才彻底控制麦西尼亚。

## 扩展阅读
- Pausanias; W.H.S. Jones; H.A. Ormerod (Translators). . London: Robert Hale Ltd. 1918.
- Snodgrass, A.M.  (PDF). The Journal of Hellenic Studies. 1965, 85: 110–122. doi:10.2307/628813.